# Nagoro
Nagoro (en japonés: 名頃かかしの里) es una aldea en el valle de Iya en la isla de Shikoku en la prefectura de Tokushima, Japón. Es conocido por el gran número de muñecos humanos realistas situados en todo el pueblo, que lo han convertido en una atracción turística.
La aldea está situada en la ruta 439 en el valle de Iya, un área montañosa alejada. Anteriormente tenía unos 300 habitantes, pero la disminución de la población japonesa ha hecho que caiga a 35 en enero de 2015 y 30 en agosto de 2016. Tsukimi Ayano, cuya familia abandonó la zona cuando era niña, regresó a Nagoro a principios de la década de 2000 para cuidar a su padre, e hizo un muñeco a su semejanza que colocó en un campo; ella ha hecho desde entonces más de 400 maniquíes, y cerca de 350 están en la aldea. Muchos son parecidos a residentes o exresidentes, mientras que otros son personas inventadas. La escuela de la aldea, que cerró en 2012, incluye un gran número; en un salón de clase, los dos últimos estudiantes que estuvieron allí están retratadados, e inclusive los vistió con sus propias ropas. Otros incluyen a tres hombres que están sentados en la base de un poste de teléfono en las afueras de la aldea, un hombre que pesca en el río, un grupo de personas en la parada de autobús, y trabajadores de utilidad que realizan roadwork. El pueblo se ha convertido en una atracción turística, y se conoce como Aldea del Espantapájaros de Nagoro.
La presa cercana de Nagoro se completó en 1961 y se utiliza para generación de energía hidroeléctrica.